# Ptilogyna (Plusiomyia) minor
Ptilogyna (Plusiomyia) minor is een tweevleugelige uit de familie langpootmuggen (Tipulidae). De soort komt voor in het Australaziatisch gebied.